# Марин Шишев
Марин Шишев Шишев е български икономист, предприемач и политик от „Продължаваме промяната“. Народен представител в XLVII народно събрание.

## Биография
Марин Шишев е роден на 13 април 1970 г. в град Разград, Народна република България. Завършва основното си образование в ОУ „Васил Левски“, средното си образование в ПМГ „Акад. Никола Обрешков“, а висшето в Стопанската академия „Д. А.Ценов“ в Свищов.
На парламентарните избори през ноември 2021 г. като кандидат за народен представител е водач в листата на „Продължаваме промяната“ за 18 МИР Разград, откъдето е избран.